# Fiesta (IZ*ONE歌曲)
《Fiesta》是女子組合IZ*ONE的單曲，於2020年2月17日發行，收錄在首張正規專輯《BLOOM*IZ》。日語版於10月21日發行，收錄在首張日語專輯《Twelve》。

## 編曲
《告示牌》描述這首歌為「一首歡樂的合成流行歌曲，以滑動的合成器節奏命名，並在銅管樂帶領下突破出舞蹈節奏」。

## 背景與發行
2019年10月29日，IZ*ONE發布名為《When IZ your BLOOMing moment?》的概念預告片，表示她們即將以全新形象回歸。11月3日，專輯曲目公布，主打歌為《Fiesta》，專輯內還收錄了另外11首歌曲。11月7日，Off the Record在新聞稿中發布正式聲明，宣布取消原定於11月11日舉行的showcase。同時因為Mnet選秀節目投票造假事件，MNET也宣布該showcase將被取消。
2020年1月23日，MNET再次發布官方聲明，宣布IZ*ONE將於2月恢復活動。2月3日，發布了一張預告照片，揭示單曲的發行日期為2月17日。2月12日，釋出了一個色彩繽紛的預告片，預告發布單曲的音樂錄影帶。

## 宣傳
2020 年2月17日，IZ*ONE在 MNET進行了先前被取消的回歸舞台首映。他們表演了 "Spaceship" 的開場，接著表演了專輯中的其他曲目。2月22日，IZ*ONE在他們的官方粉絲社團發表聲明，隊長權恩妃因醫生建議她休息而停止宣傳活動。歌曲於2月25日在《The Show》上贏得了第一個冠軍。

## 商業表現
在韓國，這首歌曲排名最高達到第三名，成為IZ*ONE在當地第一支進入前十名的熱門歌曲。該歌曲還在K-pop Hot 100排行榜上排名第二，成為他們在該榜單上排名最高的歌曲。在美國的世界數位音樂銷售榜上，這首歌曲最高排名第13名。儘管這是一首韓國發行的歌曲，但它也進入了Billboard Japan Hot 100排行榜，排名最高達到第6名。

## 争议
2023年10月11日，TripleS的新歌《Rhodanthe》起初被指控抄襲這首歌。但當發現兩首歌的作曲家均為Che Hyun-jun和Kim Seung-su後，抄襲的指控直接轉為歌曲創意不足。

## 榜單

### 周榜單
| 榜單 (2020)                    | 峰值 |
| ------------------------------ | ---- |
| 日本 (Billboard Japan Hot 100) | 6    |
| (Circle数字榜)                 | 3    |
| (K-pop Hot 100)                | 2    |
| 美国告示牌榜單                 | 13   |

### 年末榜單
| 榜單(2020)      | 峰值 |
| --------------- | ---- |
| (Circle数字榜)) | 52   |

## 獲獎

### 電視節目
| 節目                   | 日期    | Ref.   |
| ---------------------- | ------- | ------ |
| THE SHOW (SBS MTV節目) | 2月25日 | [ 13 ] |
| THE SHOW (SBS MTV節目) | 3月3日  | [ 13 ] |
| Show Champion          | 2月26日 | [ 13 ] |
| M Countdown (Mnet)     | 2月27日 | [ 13 ] |